# Pastel de Camiguín
Pour les articles homonymes, voir Pastel (homonymie).
 (août 2021).
Le pastel de Camiguín, ou simplement pastel, est un petit pain moelleux philippin fourré au yema (crème anglaise), originaire de la province de Camiguín. Le nom est dérivé de l'espagnol pastel (« gâteau »). Le pastel est une recette héritière conçue à l'origine par Eleanor Popera Jose et les membres de sa famille à Camiguin,. Elle a commencé à le commercialiser à partir de 1990. Il est principalement produit lors d'occasions spéciales et de rassemblements familiaux.
En plus de la garniture originale à base de yema, le pastel comporte également d'autres garnitures, dont l'ube, le moka, le macapuno, le fromage, le chocolat, le durian, le jacquier et la mangue, entre autres. Le pastel est considéré comme un pasalubong (cadeau spécial régional) de l'île de Camiguin et de la ville voisine de Cagayán de Oro,,.